# Silly (Bélgica)
Silly (en neerlandés: Opzullik; en valón: Ch'li) municipalidad valona dentro de la provincia de Hainaut.
Se mencionó por primera vez la localidad n 1095, y tuvo importancia armamentística durante la Segunda Guerra Mundial, hoy día es un pueblo verde apreciado por estar rodeado de naturaleza.
Cabe destacar además, que en neerlandés su nombre es Opzullik ("Alto-Silly"), Bassilly en francés, Bajo Silly   sería Zullik ("Silly")

## Geografía

### Secciones del municipio
El municipio comprende los antiguos municipios, que se fusionaron en 1977:
| - Silly - Bassilly - Fouleng - Gondregnies - Graty - Hellebecq - Hoves - Thoricourt |

## Demografía

### Evolución
Todos los datos históricos relativos al actual municipio, el siguiente gráfico refleja su evolución demográfica, incluyendo municipios después de efectuada la fusión el 1 de enero de 1977.
| Gráfica de evolución demográfica de Silly entre 1846 y 2019 |
|                                                             |